# Микільське (Октябрський район)
Микільське (рос. Никольское) — село в Октябрському районі Курської області Російської Федерації.
Населення становить 5 осіб. Входить до складу муніципального утворення Микільська сільрада.

## Історія
Населений пункт розташований на території українського етнічного та культурного краю Східна Слобожанщина.
Від 2004 року входить до складу муніципального утворення Микільська сільрада.

## Населення
| 2002 | 2010 |
| ---- | ---- |
| 10   | ↘5   |